# Michel Huglo
Michel Huglo est un musicologue français né le 14 décembre 1921 à Lille et mort le 13 mai 2012 à Washington.

## Biographie
Michel-Victor-René-Marie-Joseph Huglo naît le 14 décembre 1921 à Lille,,.
En 1940, il prépare le concours d'entrée à l'École nationale des Chartes. Cependant, il visite l'abbaye Saint-Pierre de Solesmes, le 22 juin, dans l'optique d'entendre la célébration en grégorien. Intéressé et motivé par la messe des défunts célébrée, il décide de changer la vie.   
Entre 1941 et 1960, il est moine de ce monastère. De 1941 à 1947, il y étudie la philosophie et la théologie, avant de collaborer à la collection Paléographie musicale entre 1949 et 1960 et de travailler à l’édition critique du Graduel romain,,.
En 1960, Michel Huglo renonce à la vie religieuse mais poursuit ses recherches sur les sources primaires du Moyen Âge au CNRS, où il devient chargé de recherche en 1962,,.
En 1969, il obtient son doctorat à la Sorbonne, sous la direction de Jacques Chailley, avec sa thèse Les Tonaires (1971), puis un doctorat d'État de l'Université de Paris X en 1981,,.
En 1972, il devient directeur de recherche au CNRS puis enseigne la paléographie médiévale à l'École pratique des hautes études entre 1973 et 1986, et les écrits musicaux médiévaux à l'Université libre de Bruxelles de 1974 à 1987,,. Comme chercheur, ses travaux se concentrent sur l'étude de la monodie médiévale religieuse et les débuts de la polyphonie.
Michel Huglo est fondateur et directeur, entre 1973 et 1986, du département de musicologie de l'Institut de recherche et d'histoire des textes (IRHT),,. Il reçoit la médaille d'argent du CNRS en 1987.
Après sa retraite, il s'installe aux États-Unis, en 1988. Il est consultant pour les manuscrits anciens au Walters Art Museum (1988-1989), professeur invité de musicologie à l'Université de Vienne (1990), chercheur invité à l'Institute for Advanced Study de Princeton (1990-1991), professeur invité à l'Université de New York (1993), et professeur adjoint de recherche à l'Université du Maryland, College Park (2000-2012). Il reçoit le titre de docteur honoris causa de l'Université de Chicago en 1991, est élu membre correspondant de la Société américaine de musicologie (en) en 1997, membre honoraire de la Société internationale de musicologie en 2007 et membre de la Medieval Academy of America en 2008.
Michel Huglo meurt à Washington le 13 mai 2012,.

## Publications
Parmi les écrits de Michel Huglo, figurent notamment :

### Ouvrages
- Les Tonaires. Inventaire, analyse, comparaison, Paris, Société française de musicologie, 1971.

### Articles
- « Notice descriptive sur le Ms. VI. 34 de Bénévent, in Paléographie musicale XV, 1953 ;
- « Le Chant « vieux-romain » : mss et témoins indirects », in Sacris Erudiri VI, 1954 ;
- « Les Noms des neumes et leur origine », in Études grégoriennes I, 1954 ;
- « La Chironomie médiévale », in Revue de musicologie 49, 1963 ;
- «La Musicologie au XVIIIe siècle. G. Martini et M. Gerbert », in Revue de musicologie LXIX, 1973 ;
- « Introduction of Byzantine Intonation Formule into the Western Practice », in Studies in Eastern Chant III, éd. par E. Wellesz, Londres, OUP, 1973 ;
- « L'Auteur du traité de musique dédié à Fulgence d'Affligem », in Revue belge de musicologie XXXI, 1977 ;
- « Aux origines des tropes d'interpolation. Le trope méloforme d'introït », in Revue de musicologie 64, 1978 ;
- Les débuts de la polyphonie à Paris. Les premiers « organa » parisiens », in Forum Musicologicum II, Cologne 1980.